# Марлис Шилд
Марлис Шилд (Адмонт, 31. мај 1981) бивша је аустријска алпска скијашица. Такмичила се првенствено у техничким дисциплинама, слалому и велеслалому. Трострука је победница Светског купа у слалому и освајачица три олимпијске медаље, као и седам медаља са светских првенстава. У Светском купу остварила је рекордних 35 победа у слалому.

## Скијашка каријера
На почетку каријере преферирала је спуст, међутим бројне повреде које је задобила током јуниорске каријере су утицале на то да се посвети дисциплинама које нису претерано опасне као што су слалом и велеслалом.

### Светска првенства
На Светском првенству 2003, у Санкт Морицу у Швајцарској, освојила је друго место у слалому иза Јанице Костелић, док је на Светском првенству 2005. у Бормију освојила бронзану медаљу у комбинацији. На Светском првенству у Ореу у Шведској 2007. освојила је сребро у слалому и бронзу у комбинацији.
На Светском првенству 2011, у Гармиш-Партенкирхену у Немачкој, освојила је златну медаљу у слалому и сребро у екипном такмичењу.

### Олимпијске игре
Први пут је учествовала на Зимским олимпијским играма у Солт Лејк Ситију 2002. али је остала без пласмана. На Зимским олимпијским играма у Торину 2006. освојила је сребро у комбинацији и бронзу у слалому. У велеслалому је заузела 17. место. На Зимским олимпијским играма у Ванкуверу 2010. освојила је још једно сребро у слалому.

## Приватни живот
Тренутно је верена за аустријског скијаша Бенјамина Рајха.
Њена млађа сестра Бернадете је такође алпска скијашица, а старији брат Јозеф био је од 1998 до 2005 члан аустријске скијашке репрезентације у алпском скијању.

## Освојени кристални глобуси
| Сезона | Дисциплина  |
| ------ | ----------- |
| 2007.  | Слалом      |
| 2007.  | Комбинација |
| 2008.  | Слалом      |
| 2011.  | Слалом      |
| 2012.  | Слалом      |

## Победе у Светском купу
37 победа (35 слалом, 1 велеслалом, 1 комбинација)
| Сезона | Датум              | Место               | Дисциплина       |
| ------ | ------------------ | ------------------- | ---------------- |
| 2004.  | 13. март 2004.     | Сестријере          | Слалом           |
| 2005.  | 28. децембар 2004. | Семеринг            | Велеслалом       |
| 2005.  | 29. децембар 2004. | Семеринг            | Слалом           |
| 2005.  | 9. јануар 2005.    | Санта Катерина      | Слалом           |
| 2006.  | 29. децембар 2005. | Лијенц              | Слалом           |
| 2006.  | 5. јануар 2006.    | Загреб              | Слалом           |
| 2006.  | 8. јануар 2006.    | Марибор             | Слалом           |
| 2007.  | 11. новембар 2006. | Леви                | Слалом           |
| 2007.  | 26. новембар 2006. | Аспен               | Слалом           |
| 2007.  | 15. децембар 2006. | Рајтералм           | Суперкомбинација |
| 2007.  | 21. децембар 2006. | Вал д'Изер          | Слалом           |
| 2007.  | 4. јануар 2007.    | Загреб              | Слалом           |
| 2007.  | 7. јануар 2007.    | Крањска Гора        | Слалом           |
| 2007.  | 25. фебруар 2007.  | Сијера Невада       | Слалом           |
| 2007.  | 11. март 2007.     | Цвизел              | Слалом           |
| 2008.  | 10. новембар 2007. | Рајтералм           | Слалом           |
| 2008.  | 25. новембар 2007. | Панорама            | Слалом           |
| 2008.  | 6. јануар 2008.    | Шпиндлерув Млин     | Слалом           |
| 2008.  | 27. јануар 2008.   | Офтершванг          | Слалом           |
| 2008.  | 14. март 2008.     | Бормио              | Слалом           |
| 2010.  | 29. децембар 2009. | Лијенц              | Слалом           |
| 2010.  | 12. јануар 2010.   | Флахау              | Слалом           |
| 2010.  | 13. март 2010.     | Гармиш-Партенкирхен | Слалом           |
| 2011.  | 13. новембар 2010. | Леви                | Слалом           |
| 2011.  | 21. децембар 2010. | Куршевел            | Слалом           |
| 2011.  | 29. децембар 2010. | Семеринг            | Слалом           |
| 2011.  | 4. јануар 2011.    | Загреб              | Слалом           |
| 2011.  | 4. фебруар 2011.   | Цвизел              | Слалом           |
| 2011.  | 12. март 2011.     | Шпиндлерув Млин     | Слалом           |
| 2012.  | 27. новембар 2011. | Аспен               | Слалом           |
| 2012.  | 18. децембар 2011. | Куршевел            | Слалом           |
| 2012.  | 20. децембар 2011. | Флахау              | Слалом           |
| 2012.  | 29. децембар 2011. | Лијенц              | Слалом           |
| 2012.  | 3. јануар 2012.    | Загреб              | Слалом           |
| 2012.  | 11. фебруар 2012.  | Солдеу              | Слалом           |
| 2013.  | 17. децембар 2013. | Куршевел            | Слалом           |
| 2013.  | 29. децембар 2013. | Лијенц              | Слалом           |